# Seleção Belga de Futebol de Areia
A Seleção Belga de Futebol de Areia representa a Bélgica nas competições internacionais de futebol de areia (ou beach soccer).

## Melhores Classificações
- Copa do Mundo de Futebol de Areia - 12º Lugar em 2004
- Liga Europeia de Futebol de Praia - Divisão B
- Taça da Europa de Futebol de Praia - 5º Lugar em 2003